# Hem dyra hem
Hem dyra hem (originaltitel: The Money Pit) är en amerikansk komedifilm från 1986 i regi av Richard Benjamin och huvudrollerna spelas av Tom Hanks och Shelley Long. 
Filmen var en succé när den gick upp på biograferna men fick väldigt dålig kritik. Filmen kostade 10 miljoner dollar att göra men spelade in 40 miljoner dollar.

## Handling
Advokaten Walter och hans flickvän Anna köper sitt drömhus. Men begreppet vrakpris får en ny innebörd när de flyttar in och upptäcker att huset är fallfärdigt. Elledningar går sönder, vatten svämmar in i huset och i takt med att hantverkarna avlöser varandra går Walter och Anna mot ekonomisk bankrutt.

## Rollista i urval
- Tom Hanks - Walter Fielding, Jr.
- Shelley Long - Anna Crowley
- Alexander Godunov - Max Beissart
- Maureen Stapleton - Estelle
- Joe Mantegna - Art Shirk
- Philip Bosco - Curly
- Frankie Faison - James
- Josh Mostel - Jack Schnittman
- Yakov Smirnoff - Shatov
- Carmine Caridi - Brad Shirk
- Brian Backer - Ethan
- Mia Dillon - Marika
- John van Dreelen - Carlos
- Douglass Watson - Walter Fielding, Sr.
- Tetchie Agbayani - Florinda Fielding
- Michael Jeter - Arnie